# Domanín, Jindřichův Hradec
Domanín là một làng thuộc huyện Jindřichův Hradec, vùng Jihočeský, Cộng hòa Séc.